# Neoroussoella
Neoroussoella is een geslacht van schimmels behorend tot de familie Roussoellaceae. De typesoort is Neoroussoella bambusae.

## Soorten
Volgens Index Fungorum telt het geslacht elf soorten (peildatum april 2022):
| Soortnaam                  | Auteur(s)                                         | Publicatiejaar |
| -------------------------- | ------------------------------------------------- | -------------- |
| Neoroussoella alishanensis | A. Karunarathna, C.H. Kuo, Phookamsak & K.D. Hyde | 2019           |
| Neoroussoella bambusae     | Phook., Jian K. Liu & K.D. Hyde                   | 2014           |
| Neoroussoella clematidis   | Phukhams. & K.D. Hyde                             | 2020           |
| Neoroussoella entadae      | Jayasiri, E.B.G. Jones & K.D. Hyde                | 2019           |
| Neoroussoella fulvicomae   | Phukhams. & K.D. Hyde                             | 2020           |
| Neoroussoella heveae       | Senwanna, Phookamsak & K.D. Hyde                  | 2019           |
| Neoroussoella lenispora    | Jin F. Zhang, Jian K. Liu, K.D. Hyde & Zi Y. Liu  | 2016           |
| Neoroussoella leucaenae    | Jayasiri, E.B.G. Jones & K.D. Hyde                | 2019           |
| Neoroussoella lignicola    | A. Poli, E. Bovio, Prigione & Varese              | 2020           |
| Neoroussoella magnoliae    | N.I. de Silva & K.D. Hyde                         | 2020           |
| Neoroussoella solani       | (Crous & M.J. Wingf.) Jayasiri & K.D. Hyde        | 2019           |